# Moto Perpetuo
Мото Перпетуо (деминутив романа) је прва књига Вјећеслава Берара. Роман је објављен септембра 2013. године у издању новосадске издавачке куће „Прометеј“.
Уредник књиге је Зоран Колунџија, а рецензент Милутин Ж. Павлов. Издавач је номиновао књигу за „Нинову” награду за најбољи роман године.
Прича У ритму Марангоне из романа објављена је у часопису  и у часопису  , као и на разним књижевним сајтовима; такође је уврштена у антологију "Речи у времену", и преведена је на италијански и енглески језик.

### Из рецензије
У иследном поигравању речи, у реченицама обојеним музичким лексемама, настајао је овај роман добрано натопљен наоблаком равничарског поднебља, а помало и водњикавим акварелом који лагано и посигурно благом сумаглицом веште речитости заводи и плени читаоца. Започет тестаментарном енигмом, с некако припознатим лајтмотивом у галаксији већ исписаних књига загонетно кроз роман одгонетних кључића за тамо неке фиоке.— Из рецензије Милутина Ж. Павлова
Он је у основи једна фантазија, од туда и наслов Moto Perpetuo, по једној Паганинијевој композицији која, по речима писца, дочарава непрекидност, трајност, континуитет, а из тога произилази да га доживљава као музику, што је даје потпуну синергију текста и мелодије, аудио-визуелног, па га можемо назвати и музичким романом који тежи да унесе нешто ново у књижевност. Роман има музички наслов и читаоца доводи у стање слично хипнози, месечарењу. Читање овог романа је сањање отворених очију. Осим са музиком, роман је у спрези са сном, а писац повезује књижевност и сан исписујући неке од најлепших пасуса овог романа.— Марија Пргомеља (КОНКУРСИ РЕГИОНА)